# Bülach
Bülach är en ort och kommun i kantonen Zürich, Schweiz. Kommunen har 24 186 invånare (2023).
Bülach är huvudort i distriktet Bülach.